# Boettcheria petersoni
Boettcheria petersoni är en tvåvingeart som beskrevs av Guilherme A.M.Lopes 1988. Boettcheria petersoni ingår i släktet Boettcheria och familjen köttflugor. Inga underarter finns listade i Catalogue of Life.